# 미마 가즈야
미마 가즈야(일본어: 美馬 和也, 1997년 12월 1일~)는 일본의 축구 선수이다.

## 구단 경력
그는 2020년 일본 풋볼 리그의 FC 오사카에 입단했다. 2022년 일본 풋볼 리그 준우승으로 J3리그로 승격했다.